# Аавасакса
А́авасакса (фин. Aavasaksa) — гранитная скала на севере Финляндии. Расположена в коммуне Юлиторнио на западе провинции Лаппи близ финско-шведской границы. Высота — 242 метра. Внесена в список объектов Всемирного наследия ЮНЕСКО как одна из сохранившихся точек геодезической дуги Струве.

## Общие сведения

Топографическая карта Аавасаксы.

Согласно рассказам самих финнов, в древние времена, когда Лапландию покрывало море, вершина Аавасаксы была над водой. Гора является объектом изучения геологов: ещё в XVIII веке сюда приезжали французские учёные, исследовавшие строение земной коры.
С 2005 года Аавасакса является объектом всемирного наследия ЮНЕСКО как один из пунктов геодезической Дуги Струве. Она также входит в список национальных видов Финляндии — с вершины горы открывается вид на реку Торнионйоки.

## География
Природа Аавасаксы является объектом заботы и охраны со стороны властей: по склонам горы проложены деревянные настилы, чтобы посетители не вытаптывали растительность. Никому не возбраняется есть чернику, в изобилии растущую на горе.

## История

### Экспедиция Мопертюи
В 1736—1737 годы на возвышенность с геодезической экспедицией приехал французский учёный, член Парижской академии наук, Пьер Луи де Мопертюи. Целью экспедиции было экспериментально проверять закон Ньютона о всемирном тяготении и измерить длину Дуги земного меридиана. Согласно Ньютону, Земля у полюсов в результате вращения должна быть приплюснута, а Лапландия в тот момент была наиболее доступна для проведения таких исследований.

### Императорский домик

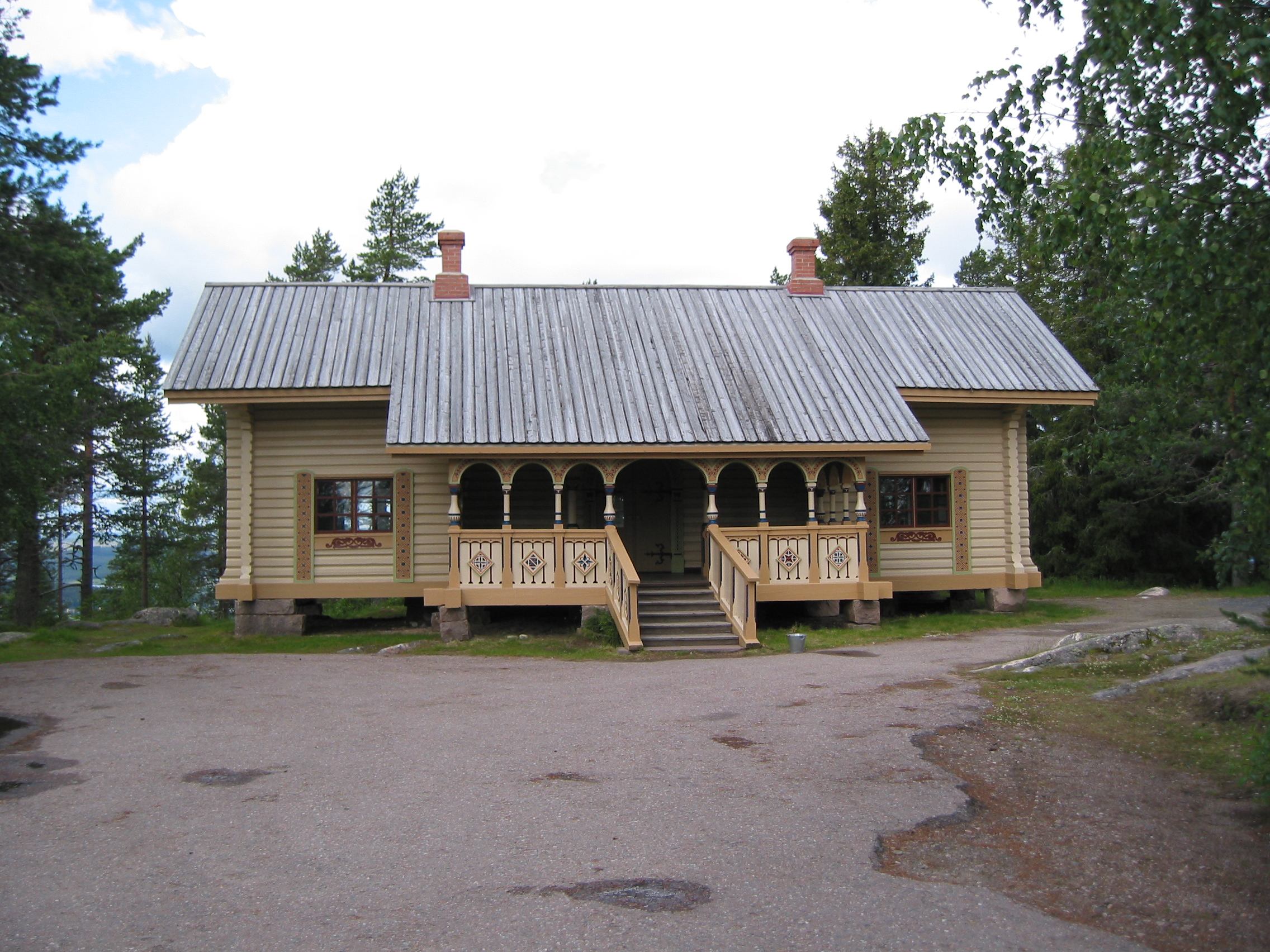
Keisarinmaja — гостевой дом для российского императора. 2004

В 1882 году на вершине Аавасаксы был построен гостевой дом для российского императора Александра II. Его визит, однако, так и не состоялся.

## Туризм
Сегодня Аавасакса пользуется вниманием туристов благодаря прекрасному виду на реку Торни, открывающемуся с её склонов, а также тому, что на Юханнус (22 июня, день летнего солнцестояния) с вершины Аавасаксы можно видеть незаходящее солнце. Гора расположена несколько южнее Северного Полярного круга, но, поднявшись на вершину, можно видеть, как Солнце вплотную подходит к линии горизонта и, не садясь, снова поднимается наверх.
В летнее время на горе работает краеведческий музей. Около дома императора также находится кирпичная башня-вышка с застеклённым верхним этажом, выстроенная с научными целями.
В честь сопки назван астероид 2678 Аавасакса.